# Dinorwic (cràter marcià)
Dinorwic és un cràter d'impacte de grans proporcions del planeta Mart situat al nord del cràter Tugaske i a l'est de Virrat, a 30.4° Sud i 101.6º Oest. L'impacte va causar un diàmetre de 56 quilòmetres i arraiba a una profunditat de 1,6 quilòmetres. El nom fou aprovat el 1991 per la Unió Astronòmica Internacional, i fa referència a la localitat homònima d'Ontario, Canadà.
Segons les dades de l'agència científica United States Geological Survey, l'edat d'aquesta zona i voltants estaria compresa entre els 3,8 i 3,5 bilions d'anys enrere, a la fi de l'Era Noeica.